# Peter Heige

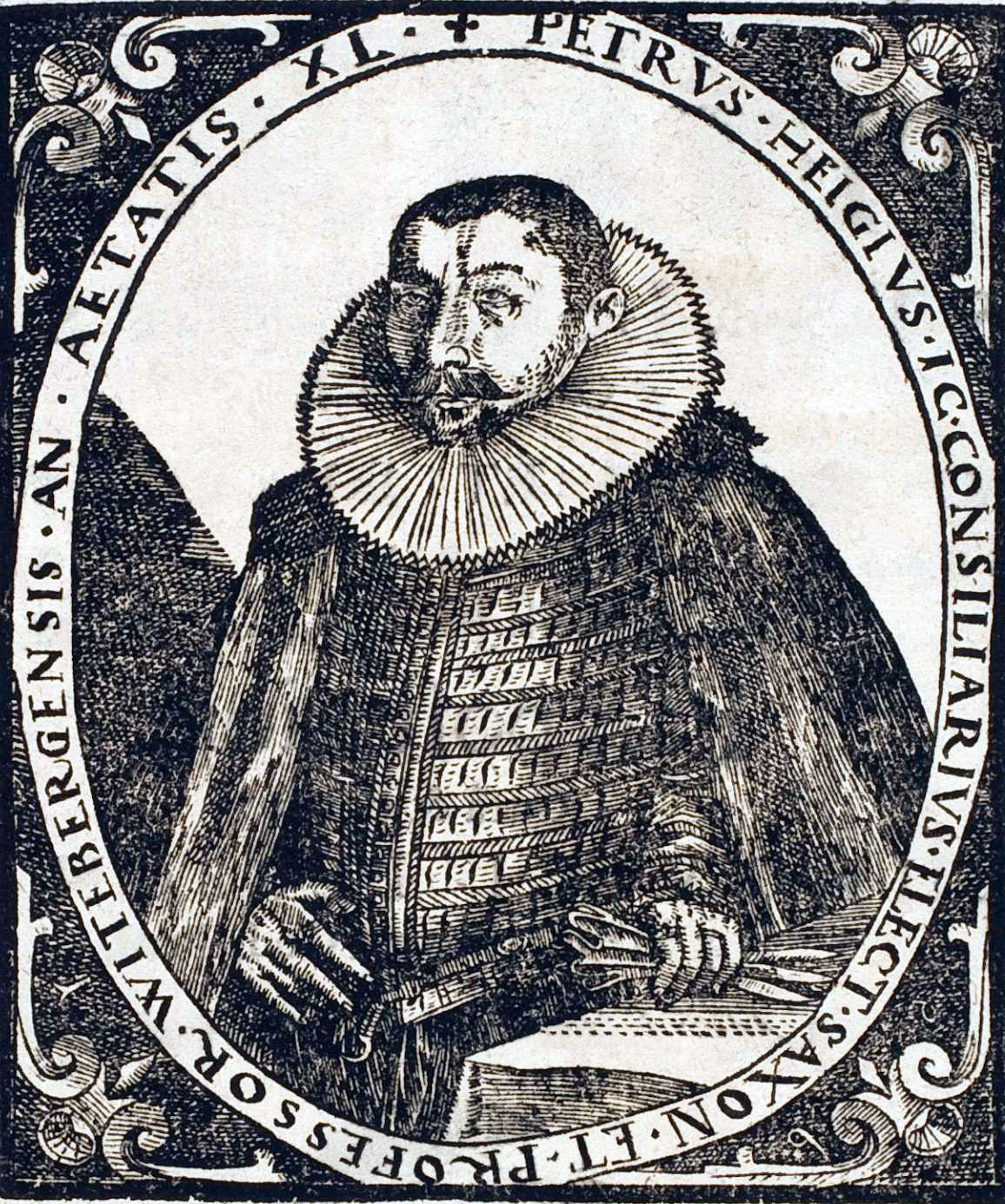
Peter Heige

Peter Heige (auch: Petrus Heigius, Heig; * 21. Oktober 1559 in Stralsund; † 6. März 1599 in Dresden) war ein deutscher Rechtswissenschaftler.

## Leben
Geboren als Sohn des adligen Zabel Heige, studierte er an der Universität Helmstedt, der Universität Heidelberg und an der Universität Basel, wo er zum Doktor der Rechtswissenschaften promoviert wurde. Er begab sich an die Universität Wittenberg, wo er sich am 16. Juli 1580 in die Matrikel der Universität einschrieb. Dort wollte er 1581 Vorlesungen halten, dennoch begab er sich zunächst ans Reichskammergericht in Speyer.
Obwohl man ihn in seiner Heimat gern gesehen hätte, wurde er 1584 Extraordinarius der Universität Wittenberg. Nachdem Heige am 30. Juli 1586 dort in die juristische Fakultät eingetreten war, wurde er dort 1588 ordentlicher Professor, bald darauf herzoglicher Rat am Appellationsrat in Dresden. Nachdem er 14 Jahre seine Wittenberger Lehrtätigkeit ausgeübt hatte, zog er am 21. Mai 1598 als kurfürstlicher Hofrat nach Dresden. Nachdem er länger krank gewesen war, verstarb er dort im Frühjahr 1599.
Heige genoss aufgrund seiner Kenntnis und Auslegung des sächsischen Rechts ein hohes Ansehen. Von seinen Schriften sind nur die „Oratio de Aemilio Papiniano“ (Wittenberg 1594) erhalten geblieben. Seine Werke hat später Ludwig Person herausgegeben unter dem Titel Quaestiones juris tam civilis quam saxonici (2 Teile Wittenberg 1601–09), die mehrere Auflagen erlebten und in mehreren Ländern verbreitet wurden. Ebenfalls wurde sein Commentar. Super IV libros Institutorium Imper editiert, der nicht mit dem eben genannten Buch verwechselt werden darf.
Aus seiner am 5. September 1587 in Dresden geschlossenen Ehe mit Dorothea (* 1570; † 5. März 1624 in Dresden), der Tochter des verstorbenen Geheimen Kammersekretärs Valerius Cracow († 10. August 1573 in Dresden) und der Maria Turler, sind vier Kinder hervorgegangen. Von seinen zwei Söhnen wurde der ältere Johann Appellationsrat und der jüngere Petrus (* 13. November 1597 in Wittenberg; † 20. Dezember 1634 in Großenhain) als Mediziner kurfürstlicher Leibarzt in Dresden.